# Miho Nonaka

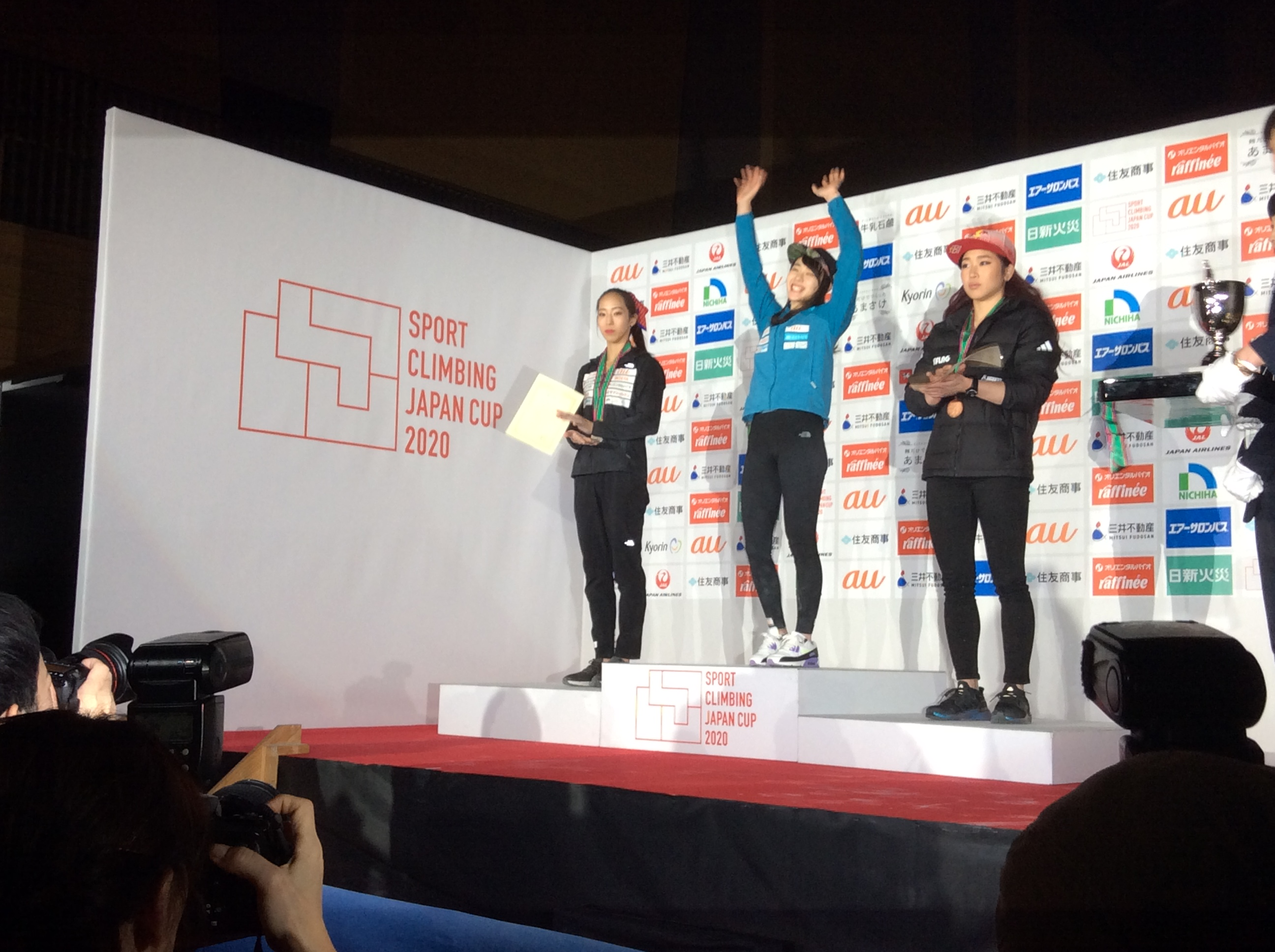
Mistrzostwa Japonii 2020. Stoją od lewej: Akiyo Noguchi (2 m.), Futaba Ito (1 m.) i Miho Nonaka (3 m.)

Miho Nonaka (jap. 野中 生萌 Nonaka Mihō; ur. 21 maja 1997 w Tokio) – japońska wspinaczka sportowa, specjalizująca się boulderingu oraz we wspinaczce łącznej. Wicemistrzyni świata oraz wielokrotna medalistka mistrzostw Azji.

## Kariera sportowa
W 2016 roku w Paryżu wywalczyła srebrny medal w boulderingu.
Uczestniczka World Games we Wrocławiu w 2017, gdzie zdobyła srebrny medal w boulderingu

## Osiągnięcia

### Mistrzostwa świata
| Konkurencje        | 2014 | 2016 | 2018 | 2019 |
| Bouldering         | —    | 2    | 5    | 5    |
| Prowadzenie        | —    | —    | 16   | —    |
| Wspinaczka na czas | —    | —    | 25   | 25   |
| Wspinaczka łączna  | —    | —    | 4    | 5    |

### World Games
| Konkurencje | 2017 |
| Bouldering  | 2    |

### Mistrzostwa Azji
| Konkurencje       | 2014 | 2015 | 2018 |
| Bouldering        | 1    | 1    | 4    |
| Wspinaczka łączna | —    | —    | 1    |